# Ielena Gnéssina
Ielena Fabianovna Gnéssina, rus: Елена Фабиановна Гне́сина (30 de maig [C.J. 18 de maig] de 1874, Rostov del Don, llavors gubèrnia de Iekaterinoslav, Imperi Rus - 4 de juny de 1967, Moscou, Unió Soviètica) fou una compositora, pianista i educadora musical russa, germana del compositor Mikhaïl Gnessin.

## Biografia
El pare de Ielena era el rabí Fabian Óssipovitx Gnessin. La seva mare, Bel·la Issaìevna Fletsinger-Gnéssina havia estudiat amb Stanisław Moniuszko i era cantant i pianista-
L'educació musical de Ielena es va iniciar a Rostov del Don. Després va estudiar al Conservatori de Moscou, en la classe de piano de Vassili Safónov i es va graduar el 1893. Per a això va estudiar composició amb Anton Arenski, Ferruccio Busoni i Serguei Tanéiev.
Ielena va fundar, al febrer de 1895, amb les seves germanes Ievguénia i Maria (amb el suport del mecenes Aleksandr Pàvlovitx Kawerin) a Moscou, una escola privada de música que va esdevenir, després de la Revolució d'Octubre, gràcies al suport d'Anatoli Lunatxarski, en la Segona Escola de Música de l'Estat de Moscou (1919); el 1925 fou rebatejat amb el nom de les germanes Gnessin, i finalment, el 1944 es va convertir en l'Acadèmia russa de música Gnessin.
Ielena fou directora, directora artística i professora de la seva escola. Va dirigir la classe de piano i va determinar la metodologia docent. Entre els seus estudiants es poden esmentar el pianista Lev Oborin, el compositor Aram Khatxaturian i els directors d'orquestra Ievgueni Svetlànov i Guennadi Rojdéstvenski. Va escriure un alfabet per a piano i altres llibres de text. També va compondre études i peces infantils per a piano.També van ensenyar-hi el seu germà Mikhail, les seves germanes Ievugénia, Maria, Ielizabeta i Olga i Aleksandr Gretxanínov.
Al començament de la Gran Guerra Patriòtica, les germanes més joves de Ielena, Ielizaveta i Olga, van ser evacuades a Sverdlovsk, mentre que la majoria dels estudiants van ser enviats a Ielatma, a prop de Riazan. Ielena va mantenir l'escola oberta amb molt pocs professors fins a l'octubre de 1941, quan totes les escoles de Moscou van deixar d'ensenyar i Ielena va ser evacuada a Kazan. També va ensenyar allà, però a finals de gener de 1942 va tornar a Moscou a la seva escola, on els professors restants havien reprès les seves lliçons el novembre de 1941 sota la seva pròpia responsabilitat. Malgrat les condicions molt limitades a causa de la guerra, l'escola va poder mudar-se cap a un edifici nou i més gran i fins i tot ampliar la seva oferta de cursos.
Ielena va ensenyar fins a 1958, quan per causa de la malaltia només es podia moure amb crosses o en cadira de rodes. No obstant això, va continuar assessorant l'Acadèmia Gnessin fins a la seva mort.
Elena va ser enterrada al Cementiri de Novodévitxi. El 1970, el seu apartament es va convertir en el seu museu.Davant de l'edifici de la sala de concerts s'alça un monument en honor seu.